# ФК Филаделфија јунион
ФК Филаделфија јунион (енгл. Philadelphia Union) је амерички професионални фудбалски клуб из Филаделфије који се такмичи у америчком МЛС-у.

## Познати бивши играчи
- Вељко Пауновић